# Lääne-Virumaa
Lääne-Viru (estisk: Lääne-Viru maakond), eller Lääne-Virumaa, er et af Estlands 15 amter (maakond) og er beliggende i den nordlige del af landet. Lääne-Viru grænser til Østersøen i nord, Ida-Virumaa i øst, Jõgevamaa i syd og Järvamaa og Harjumaa i vest.

## Kommuner
Amtet er inddelt i 8 kommuner. Det er en bykommune (estisk: linnad) og syv landkommuner (estisk: vallad).
Bykommune
- Rakvere

Landkommuner:
- Haljala kommune
- Kadrina kommune
- Rakvere kommune
- Tapa kommune
- Vinni kommune
- Viru-Nigula kommune
- Väike-Maarja kommune

## Billeder
59°15′00″N 26°20′00″Ø / 59.25°N 26.333333333333°Ø